# Элеорхис
Элеорхис (лат. Eleorchis) — монотипный род однодольных растений семейства Орхидные (Orchidaceae), включающий вид элеорхис японский (лат. Eleorchis japonica).
Единственный вид впервые описан в 1859 году Эйсой Греем под таксономическим названием Arethusa japonica. Был перенесён в состав нового рода в 1935 году японским ботаником Фумио Маекавой.

## Распространение, описание
Распространён в России (остров Кунашир, Курильские острова) и северной и центральной Японии.
Клубневой геофит. Травянистое многолетнее растение высотой до 30 см. Корень клубневидный, толщиной до 6 мм. Лист до 15 см в длину и 8 мм в ширину, единичный, прикорневой, узкий, ланцетовидный. Цветок розово-пурпурного цвета, по одному (реже двум) на каждом растении. Плод — коробочка. Цветёт в июле, плодоносит в сентябре—ноябре. Размножается с помощью семян.

## Замечания по охране
Внесён в Красные книги России, Хабаровского края и Сахалинской области. Ещё раньше включался в Красные книги СССР и РСФСР.

## Синонимика
Синонимичные названия:
- Arethusa japonica A.Graybasionym
- Bletilla japonica (A.Gray) Schltr.
- Eleorchis conformis Maek.